# Понікла (Підляське воєводство)
Понікла (пол. Ponikła) — село в Польщі, у гміні Добжинево-Дуже Білостоцького повіту Підляського воєводства.
Населення — 105 осіб (2011).
У 1975-1998 роках село належало до Білостоцького воєводства.

## Демографія
Демографічна структура станом на 31 березня 2011 року:
|          | Загалом | Допрацездатний вік | Працездатний вік | Постпрацездатний вік |
| -------- | ------- | ------------------ | ---------------- | -------------------- |
| Чоловіки | 46      | 11                 | 32               | 3                    |
| Жінки    | 59      | 14                 | 35               | 10                   |
| Разом    | 105     | 25                 | 67               | 13                   |